# 田瀬駅
田瀬駅（たせえき）は、かつて岐阜県恵那郡福岡町（現・中津川市）に存在した北恵那鉄道北恵那鉄道線の駅（廃駅）である。
岐阜県立恵那北高等学校（現・岐阜県立中津高等学校恵那北校舎）の最寄駅であった。

## 歴史
- 1924年（大正13年）8月5日：北恵那鉄道線開通に際し開業。
- 1978年（昭和53年）9月18日：北恵那鉄道線とともに廃止。

## 駅施設
2面2線の相対式ホームを有し、交換設備を有していた。

## 現在の状況
ホームの痕跡が残っている。一部は隣接する道路の拡張工事の影響で埋没している。

## 隣の駅
北恵那鉄道
北恵那鉄道線
美濃下野駅 - 田瀬駅 - 稲荷橋駅